# Alvis Stormer

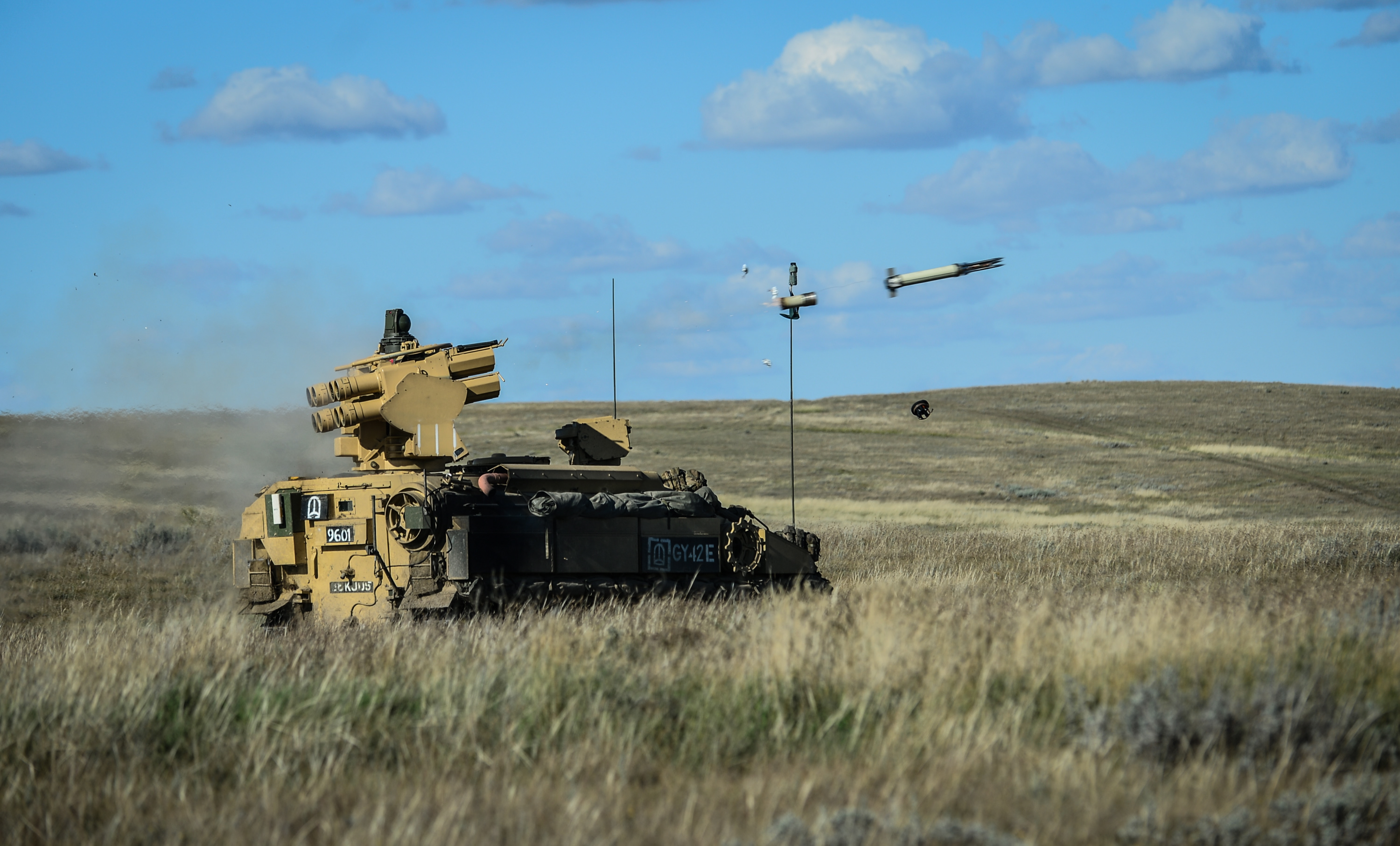
Uno Stormer HVM lancia un missile Thales Starstreak.

L'Alvis FV4333 Stormer è un moderno veicolo corazzato prodotto dall'azienda britannica Alvis Vickers, ora parte di BAE Systems Land Systems. Il mezzo è un'evoluzione dei veicoli della famiglia CVR(T) (Scorpion, Scimitar, Spartan ecc.), essenzialmente più grande e moderna, con una ruota portante in più.

## Varianti
Come la maggior parte dei moderni veicoli trasporto truppe, anche lo Stormer è stato prodotto in differenti configurazioni per i diversi ruoli sul campo di battaglia. La BAE offre varie combinazioni, con torretta biposto armata con cannone da 25 mm, versione antiaerea (con cannone o missili), veicolo genio, recupero, ambulanza corazzata, veicolo lanciamine, portamortaio da 81 o 120 mm, veicolo posto comando, gettaponte, veicolo logistico. Equipaggiamenti opzionali includono sistemi di protezione NBC, kit anfibio, equipaggiamento da visione notturna, sistema di condizionamento.

### Stormer HVM
Il British Army usa Stormer HVM (High Velocity Missile, "missile ad alta velocità) equipaggiati con sistema missilistico terra-aria a corto raggio LML (Lightweight Multiple Launcher, "lanciatore multiplo leggero") Starstreak e Lightweight Multirole Missile. Secondo il programma "Army 2020", lo Stormer HVM dovrà equipaggiare tre batterie regolari e due della riserva. Da allora tutte le batterie sono state convertite al mezzo per ridurre gli oneri addestrativi.

### Flat Bed Stormer

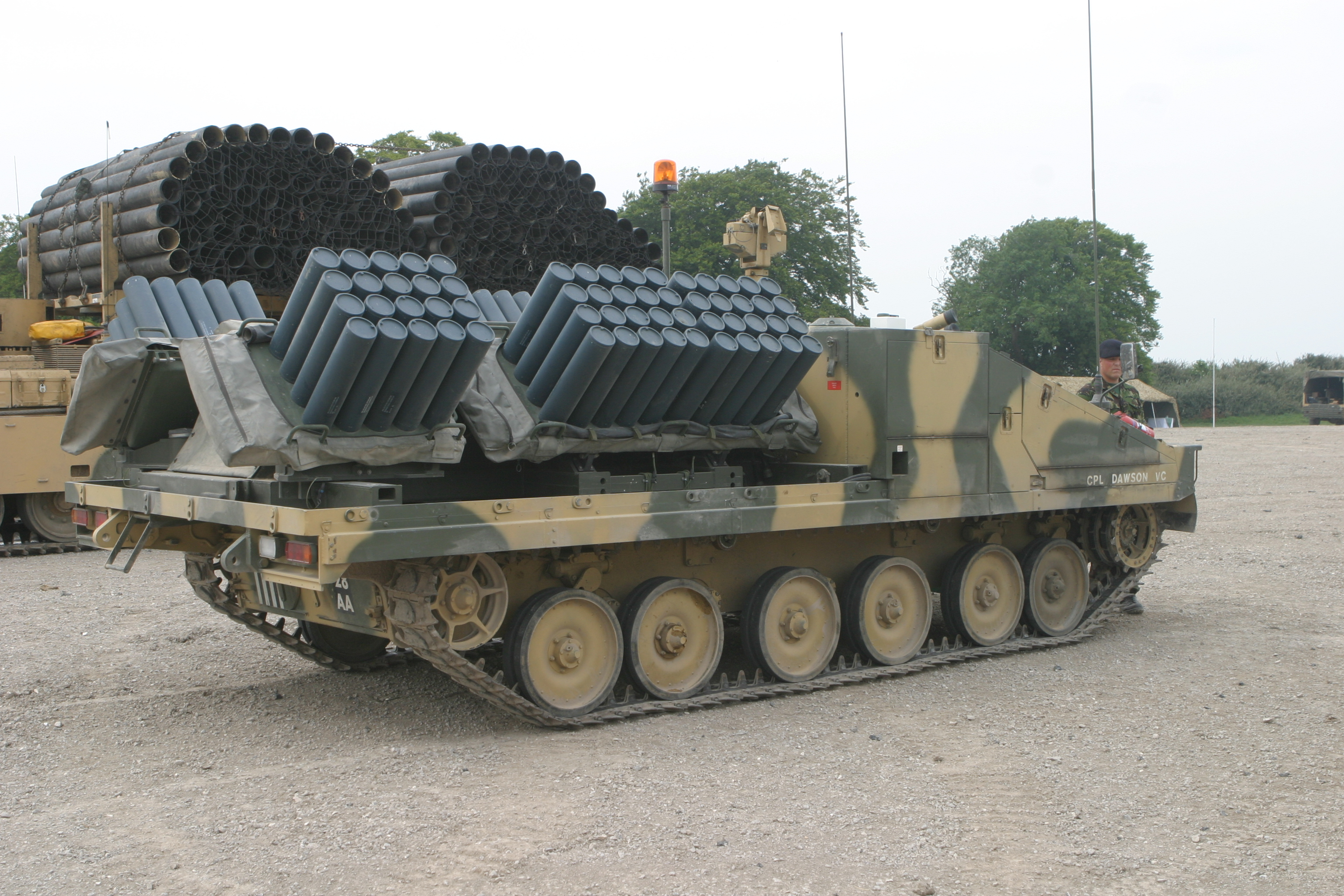
Uno Stormer con sistema lanciatore di mine Shielder.

Versione da trasporto dello Stormer, sul cui pianale di carico viene installato un lanciatore multiplo di mine Shielder.

### Stormer 30
Lo Stormer 30  è un veicolo da ricognizione cingolato su scafo Stormer, armato di torretta armata di autocannone da 30 mm Mk44 Bushmaster II e, in opzione, un lanciatore BGM-71 TOW su ognuno dei due lati della torretta. La torretta brandeggia su 360°, la bocca da fuoco ha un'elevazione compresa da -45° e +60°. La cadenza di tiro del cannone va dal colpo singolo fino ad un massimo di 200 colpi/minuto. L'arma ha un sistema a doppia alimentazione con 180 colpi pronti al fuoco.
Il veicolo rimane a livello di prototipo e non è chiaro se è entrato in servizio. Il veicolo è aerotrasportabile tramite i C-130 Hercules utilizzati dalla Royal Air Force come gli elicotteri pesanti CH-53 attualmente in servizio con le forze NATO e di altri Paesi del mondo.

### Stormer Air Defence
Lo Stormer Air Defence era un prototipo da difesa aerea sviluppato alla fine degli anni ottanta. Questo mezzo montava un lanciatore binato per missili Stinger, associato o meno a un cannone automatico da 25 mm GAU-12/U o da 30 mm GAU-13/A.

## Utilizzatori

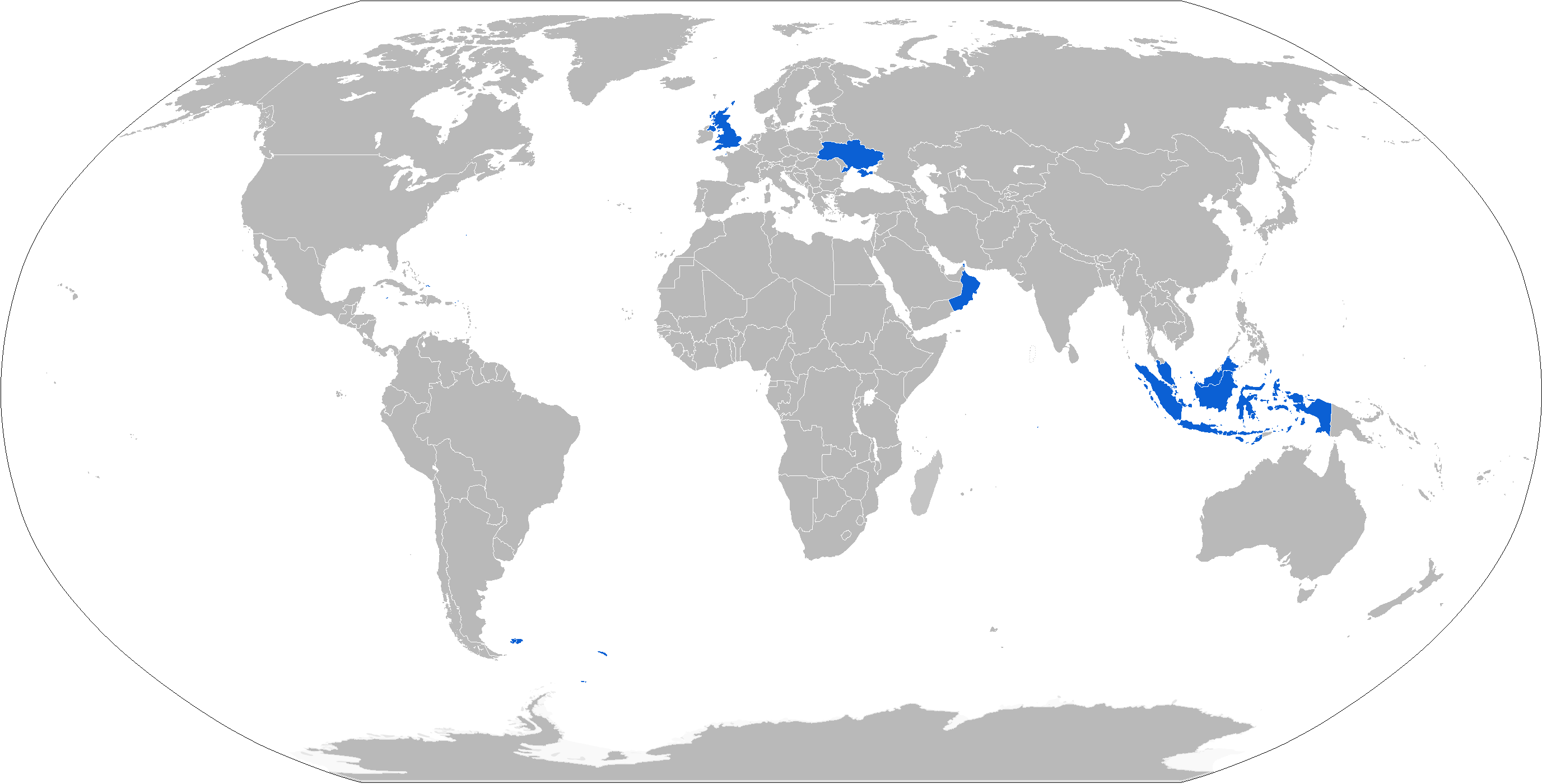
Mappa con i paesi utilizzatori di Stormer in blu.

- Indonesia - 40
- Malaysia - 25 (ritirati)[4]
- Oman - 4
- Regno Unito - 151

## Nella cultura di massa
- Un Flat Bed Stormer è stato utilizzato dalla Lucasfilm come base per il carro d'assalto immaginario TX-225 GAVw visto nel film Rogue One: A Star Wars Story.